# 许美人 (汉成帝)
许美人，生卒年不详，汉成帝的妃子。
许美人原在上林涿沐馆，被汉成帝看上后大约半年左右才临幸一次，元延二年（前11年）十一月生下一个男婴。汉成帝派人“持乳医及五种和药丸三，送美人所”。不久，汉成帝将此事说给了宠妃赵昭仪。赵昭仪大怒道：“常绐我言从中宫来，即从中宫来，许美人儿何从生中？许氏竟当复立邪？”并且“怼，以手自捣，以头击壁户柱，从床上自投地，啼泣不肯食”，继而又说：“今当安置我，欲归耳！”汉成帝连忙发誓：“约以赵氏，故不立许氏。使天下无出赵氏上者，毋忧也！”
随后，汉成帝派人手持绿囊书交给许美人，索取婴孩。许美人顺从地将孩子交出，汉成帝遂将孩子扼死，以安抚赵合德。其后，没有许美人的记载。